# Donald B. Redford
Donald Bruce Redford (Toronto, 2 de setembro de 1934 – 18 de outubro de 2024) foi um egiptólogo e arqueólogo canadense. Lecionou desde 1998 na Universidade Estadual da Pensilvânia, sendo Professor de Estudos Clássicos e do Mediterrâneo Antigo, após 29 anos de ensino na Universidade de Toronto onde iniciou e concluiu seus estudos em Antigo Oriente Próximo. Redford também atuou como professor visitante na Universidade da Pensilvânia e na Universidade Ben-Gurion do Negev.

## Biografia
Redford recebeu seu bacharelado, mestrado e doutorado pela Universidade McGill e pela Universidade de Toronto, e foi professor assistente / associado (1962–1969) e professor titular (1969–1998) nesta última. Ele se mudou para a Pennsylvania State University em 1998, onde se aposentou em julho de 2024.
Ele foi treinado em semitas por Wilfred G. Lambert, James Kinnier Wilson e Abraham Sachs. Ele aprendeu a língua egípcia com os professores Richard Anthony Parker, Hans Jakob Polotsky e Ricardo Caminos. De 1964 a 1967, ele participou das escavações da velha Jerusalém lideradas por Kathleen Kenyon.
Redford foi o vencedor do "Melhor Livro Acadêmico em Arqueologia" de 1993, concedido pela Sociedade de Arqueologia Bíblica por seu trabalho Egito, Canaã e Israel nos Tempos Antigos. No livro, ele argumenta que as experiências dos hicsos no Egito se tornaram uma base central dos mitos na cultura cananéia, levando à história de Moisés. Ele argumenta ainda que quase todos os detalhes toponímicos na história do Êxodo refletem as condições no Egito não antes da Vigésima Sexta Dinastia, o período Saite, ou seja, o século 7 a.C. Quem, argumenta Redford, forneceu ao autor do Êxodo esses detalhes não tiveram acesso ao material egípcio antes dessa data. Essa visão foi exposta em A Bíblia Desenterrada por Israel Finkelstein e Neil Silberman.
O trabalho de Redford na edição da Enciclopédia Oxford do Egito Antigo, publicado em 2001, rendeu a Medalha Dartmouth da American Library Association por um trabalho de referência de excelente qualidade e significado. Desde 2006, ele também fazia parte do conselho editorial da RIHAO. Seu trabalho em descobrir a fundação de um dos templos de Akhenaton foi o tema de um documentário de uma hora do National Film Board of Canada de 1980, O Faraó Perdido: A Busca por Akhenaton.
Redford era casado com Susan Redford, também egiptóloga. Donald B. Redford morreu em sua casa em 18 de outubro de 2024, aos 90 anos.

## Publicações
- History and Chronology of the Eighteenth Dynasty of Egypt: Seven Studies. Toronto University Press, 1967.
- A Study of the Biblical Story of Joseph (Gen 37-50). Leiden: Brill, 1970.
- Akhenaten: the Heretic King. Princeton University Press, 1984. ISBN 0-691-03567-9
- Pharaonic King-Lists, Annals, and Day-Books: a Contribution to the Study of the Egyptian Sense of History. (SSEA Publication IV) Mississauga, Ontario: Benben Publications, 1986. ISBN 0-920168-08-6
- Egypt, Canaan, and Israel in Ancient Times. Princeton University Press, 1992. ISBN 0-691-00086-7
- The Oxford Encyclopedia of Ancient Egypt (editor). Oxford University Press, 2001. ISBN 0-19-510234-7
- The Wars in Syria and Palestine of Thutmose III. (Culture and History of the Ancient Near East 16) Leiden: Brill, 2003. ISBN 90-04-12989-8
- Slave to Pharaoh: the Black Experience of Ancient Egypt. Johns Hopkins University Press, 2004. ISBN 0-8018-7814-4
- City of the Ram-Man: the Story of Ancient Mendes. Princeton University Press, 2010. ISBN 978-0-691-14226-5
- The Oxford Guide: Essential Guide to Egyptian Mythology (editor), Berkley, 2003, ISBN 0-425-19096-X

## Ligação externa
- Currículo acadêmico de Redford (em inglês)